# Каримов, Капизулла
Капизулла Каримов (каз. Қапизолла Кәрімов; 1928 год — 1985 год) — старший табунщик колхоза имени Чкалова Новобогатинского района Гурьевской области, Казахская ССР. Герой Социалистического Труда (1948).

## Биография
Заочно окончил Гурьевский сельскохозяйственный техникум.
Трудовую деятельность начал в колхозе имени Чкалова конюхом и стал табунщиком. Впоследствии работал управляющим фермой, заведующим складом совхоза имени Чапаева.
Указом Президиума Верховного Совета СССР от 23 июля 1948 года «за получение высокой продуктивности животноводства в 1947 году при выполнении колхозом обязательных поставок сельскохозяйственных продуктов и плана развития животноводства» удостоен звания Героя Социалистического Труда с вручением Ордена Ленина и золотой медали Серп и Молот.
Скончался в 1985 году.

## Память
Решением акима Тущыкудукского сельского округа Исатайского района Атырауской области от 7 декабря 2016 года улице в селе Тущыкудук Тущыкудукского сельского округа Исатайского района присвоено имя «Капизоллы Каримова».